# Флаг Нерчинска
Флаг муниципального образования городское поселение «Не́рчинское» муниципального района «Нерчинский район» Забайкальского края Российской Федерации — опознавательно-правовой знак, служащий официальным символом муниципального образования.
Флаг утверждён 21 февраля 2012 года и внесён в Государственный геральдический регистр Российской Федерации с присвоением регистрационного номера 7570.

## Описание
«Прямоугольное двухстороннее полотнище белого цвета с отношением ширины к длине 2:3, в середине которого изображён чёрный орёл, летящий влево с поднятыми и распростёртыми крыльями».

## Обоснование символики
Флаг городского поселения «Нерчинское» создан по гербу городского поселения «Нерчинское», который был разработан на основе исторического герба окружного города Нерчинск Иркутского наместничества, Высочайше утверждённого 26 октября (6 ноября) 1790 года.
Создание флага поселения на основе исторического герба показывает бережное отношение жителей городского поселения «Нерчинское» к своему прошлому, верность традициям, сохранившуюся преемственность многих поколений жителей.
Белый цвет (серебро) — символ чистоты, открытости, божественной мудрости, примирения.
Чёрный цвет символизирует благоразумие, мудрость, скромность, честность.